# Hettitologi
Hettitologi är en gren inom vetenskapen assyriologi. Den inriktar sig på studier av den hettitiska kulturen, en forntida kultur vars centrum låg i Anatolien, dagens Turkiet.